# LU Весов
LU Весов (лат. LU Librae) — двойная затменная переменная звезда типа W Большой Медведицы (EW) в созвездии Весов на расстоянии приблизительно 2055 световых лет (около 630 парсеков) от Солнца. Видимая звёздная величина звезды — от +14,3m до +13,5m. Орбитальный период — около 0,3517 суток (8,4401 часов).